# Włocławek
 Włocławek (ajutor·info) (germană Leslau în timpul celui de-al Doilea Război Mondial) a fost un municipiu în voievodatul Cuiavia și Pomerania, Polonia. 

## Personalități născute aici
- Tadeusz Reichstein (1897 - 1996), chimist, laureat Nobel.

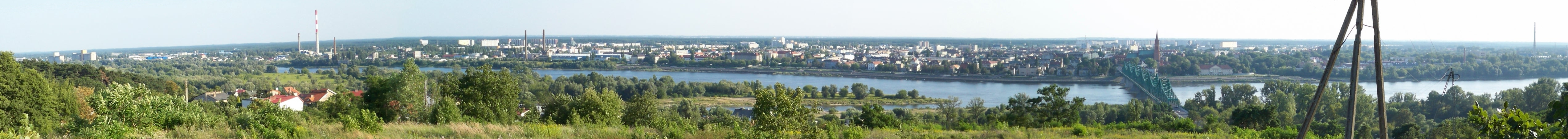
Imagine panoramică a oraşului